# لایو ژورنال
لایو ژورنال (انگلیسی: Livejournal)(روسی: Живой Журнал) یک بستر روسی برای ارائه خدمات شبکه‌های اجتماعی مثل وبلاگ و یا دفتر خاطرات روزانه است.